# The Counselor
The Counselor is Brits-Amerikaanse thriller-misdaadfilm uit 2013, geregisseerd door Ridley Scott. De film gaat over een advocaat die zelf betrokken raakt bij de activiteiten van een drugskartel.